# 자쿠렌

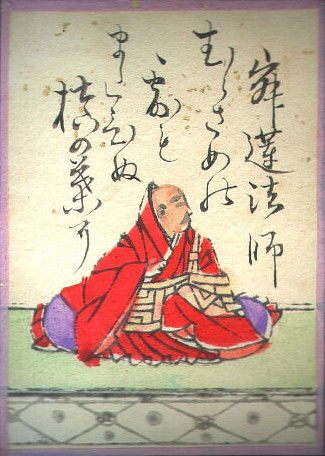

자쿠렌(일본어: 寂蓮, 1139년 ~ 1202년)은 일본 헤이안 시대 말기, 가마쿠라 시대 초기의 승려, 시인이다.

## 와카
```
소나기 온 뒤 이슬 맺힌 상록수 나뭇잎 위로 피어오르는 안개 가을 저녁노을이여
村雨の露もまだ干ぬまきの葉に霧立ちのぼる秋の夕暮
```